# Fußball-Verbandspokal 2008/09
Über den Fußball-Verbandspokal 2008/09 wurden die Teilnehmer der 21 Landesverbände des DFB am DFB-Pokal 2009/10 ermittelt. Die Sieger der Verbandspokale waren zur Teilnahme an der ersten Runde des DFB-Pokals berechtigt. Die drei Landesverbände mit den meisten Herrenmannschaften im Spielbetrieb – Bayern, Niedersachsen und Westfalen – entsendeten zusätzlich jeweils den unterlegenen Finalisten. Somit qualifizierten sich 24 Amateurvereine über die Verbandspokale für den nationalen Pokalwettbewerb.
Mit der Neuordnung des Ligensystems im Sommer 2008 (Einführung der Dritten Liga) durften zweite Mannschaften von Profivereinen (Erste und Zweite Bundesliga) nicht mehr am DFB-Pokal teilnehmen.

## Endspielergebnisse
Die Tabelle gibt eine Übersicht über die Verbandspokal-Endspiele der Saison 2008/2009. Die Mannschaft, die sich für den DFB-Pokal qualifiziert hatte, ist fett dargestellt. Die Abkürzungen hinter den Vereinsnamen stehen für die Spielklassenzuordnung der gleichen Saison: 3L = 3. Fußball-Liga; RL = Regionalliga (4. Liga); OL = Oberliga (5. Liga); VL = Verbandsliga (6. Liga); LL = Landesliga (6. oder 7. Liga)
| Verbandspokal-Endspiele der Saison 2008/2009 |                               |                                  |                               |                      |
| Verband | Pokal                         | Heimmannschaft                   | Gastmannschaft                | Ergebnis             |
| Baden | BFV-Hoepfner-Cup              | SV Sandhausen II (VL)            | SpVgg Neckarelz (VL)          | 0:1                  |
| Bayern 1 | Bayerischer Toto-Pokal        | SpVgg Weiden (OL)                | Wacker Burghausen (3L)        | 1:0                  |
| Berlin | Berliner-Pilsner-Pokal        | 1. FC Union Berlin (3L)          | Tennis Borussia Berlin 2 (OL) | 2:1                  |
| Brandenburg | Brandenburgischer Landespokal | SV Germania 90 Schöneiche (OL)   | SV Babelsberg 03 (RL)         | 0:1                  |
| Bremen | Lotto-Pokal                   | FC Oberneuland (RL)              | Bremer SV (OL)                | 4:0                  |
| Hamburg | Oddset-Pokal                  | Altona 93 (RL)                   | SC Concordia Hamburg (OL)     | 1:2                  |
| Hessen | Hessen-Pokal                  | SV Darmstadt 98 (RL)             | Kickers Offenbach (3L)        | 0:1                  |
| Mecklenburg-Vorpommern | Mecklenburg-Vorpommern-Pokal  | TSG Neustrelitz (OL)             | Torgelower SV Greif (OL)      | 1:1 n. V., 2:3 i. E. |
| Mittelrhein | FVM-Pokal                     | FC Germania Dattenfeld (OL)      | Bonner SC (OL)                | 2:2 n. V., 3:1 i. E. |
| Niederrhein | Diebels-Niederrheinpokal      | VfB Speldorf (VL)                | Rot-Weiss Essen (RL)          | 3:2                  |
| Niedersachsen 1 | NFV-Pokal                     | Eintracht Braunschweig (3L)      | Kickers Emden (3L)            | 1:2                  |
| Rheinland | Bitburger-Rheinlandpokal      | Eintracht Trier (RL)             | SV Roßbach/Verscheid (OL)     | 2:0 n. V.            |
| Saarland | Saarlandpokal                 | SC Reisbach (LL)                 | SV Elversberg (RL)            | 0:7                  |
| Sachsen | Oddset-Pokal                  | Dynamo Dresden II 3 (LL)         | VFC Plauen (RL)               | 2:1 n. V.            |
| Sachsen-Anhalt | Oddset-Pokal                  | Hallescher FC (RL)               | 1. FC Magdeburg (RL)          | 0:1                  |
| Schleswig-Holstein | SHFV-Lotto-Pokal              | VfR Neumünster (OL)              | VfB Lübeck (RL)               | 1:2 n. V.            |
| Südbaden | SBFV-Rothaus-Pokal            | FC 08 Villingen (OL)             | Offenburger FV (OL)           | 3:1 n. V.            |
| Südwest | Bitburger-Verbandspokal       | FSV Ludwigshafen-Oggersheim (RL) | Wormatia Worms (RL)           | 1:5                  |
| Thüringen | Oddset-Landespokal            | FC Carl Zeiss Jena (3L)          | Rot-Weiß Erfurt (3L)          | 2:3                  |
| Westfalen 1 | Krombacher-Pokal              | Preußen Münster (RL)             | Sportfreunde Lotte (RL)       | 3:1 n. V.            |
| Württemberg | wfv-Verbandspokal             | SpVgg 07 Ludwigsburg (VL)        | SG Sonnenhof Großaspach (OL)  | 0:1                  |
| 1 Aus den drei Landesverbänden mit den meisten Herrenmannschaften im Spielbetrieb (Bayern, Niedersachsen, Westfalen) nahm zusätzlich der unterlegene Pokalfinalist am DFB-Pokal teil. 2 Tennis Borussia Berlin war als Finalist des Berliner Landespokals zusätzlich qualifiziert, da sich der Pokalsieger 1. FC Union Berlin bereits als Meister der 3. Liga qualifiziert hatte. 3 Im Sächsischen Fußball-Verband hieß die Spielklasse nach der Oberliga „Landesliga“. Die Landesliga stellte damit die 6. Spielklasse dar. |                               |                                  |                               |                      |